# Yang Yung-wei
Yang Yung-wei (楊勇緯S, Yáng YǔngwěiP; Shizi, 27 settembre 1997) è un judoka taiwanese, vincitore della medaglia d'argento ai Giochi olimpici estivi di Tokyo 2020 nel torneo dei 60 chilogrammi.

## Palmarès
- Giochi olimpici

Tokyo 2020: argento nei 60 kg;
- Giochi asiatici

Giacarta 2018: bronzo nei -60 kg;
- Campionati asiatici

Fujairah 2019: argento nei -60 kg;
Biškek 2021: argento nei -60 kg;